# Nam Hà, Tiền Hải
Nam Hà là một xã thuộc huyện Tiền Hải, tỉnh Thái Bình, Việt Nam.
Xã có diện tích 6,08 km², dân số năm 1999 là 6.175 người, mật độ dân số đạt 1.016 người/km².
Có 4 thôn là Đông Hào,Đông Quách,Hướng Tân,Vĩnh Trung
Có 7 xóm x1 x2 x3 x4 x5 x6 x7
Tiếp giáp với các xã Nam Hải,Nam Hồng,Nam Chính,Tây Phong,Bắc Hải